# King África

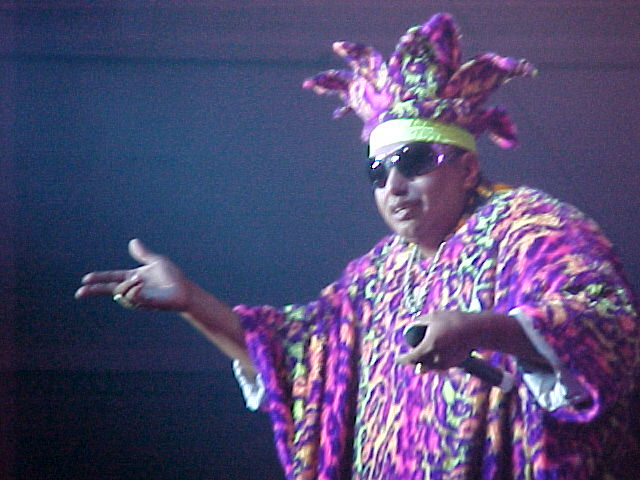
King África under ett uppträdande.

Alan Duffy, mer känd under artistnamnet King África, född 31 oktober 1971 i Buenos Aires, Argentina, är en argentinsk sångare och artist av amerikanskt ursprung. Han är en av de mest folkkära artisterna i den spansktalande världen, hans unika sångröst och mycket säregna scenkostymer är hans mest kända signum. Hans musik kan beskrivas som en blandning av pop, latinamerikansk musik och dance.
År 2000 hade han en internationell hit med La Bomba som hamnade på topplistorna i flera länder.

## Diskografi
- 1993 - El Africano
- 1994 - Al Palo
- 1996 - Remix
- 1998 - Animal
- 2000 - La Bomba (Grandes éxitos)
- 2001 - Carnevalito
- 2001 - Pachanga
- 2002 - Energía
- 2003 - Buena onda
- 2004 - Reggeatón Mix
- 2005 - Fiesta VIP